# Braut und Bräutigam (Felsen)
Braut und Bräutigam sind eine etwa 26 m hohe doppelte Felsformation bei der rheinland-pfälzischen Kleinstadt Dahn im südlichen Pfälzerwald, dem deutschen Teil des Wasgaus. Das Felsgebilde ist unter der Nummer ND-7340-198 als Naturdenkmal erfasst.

## Geographie
Die Formation von Braut und Bräutigam liegt südwestlich der Stadt nahe der Jugendherberge Dahn nahe der Einmündung der Straße Am Wachtfelsen in die Hasenbergstraße in einer Höhe von 232 m ü. NHN.
Gegenüber im Nordosten, jenseits der Lauter, die hier am Oberlauf Wieslauter heißt, erhebt sich das Wahrzeichen Dahns, der 70 m hohe Jungfernsprung. Das umgebende Dahner Felsenland ist besonders reich an solchen auffällig geformten Buntsandsteinfelsen, die bei der Verwitterung und Abtragung weicherer Gesteinsschichten stehengeblieben sind.

## Sportklettern

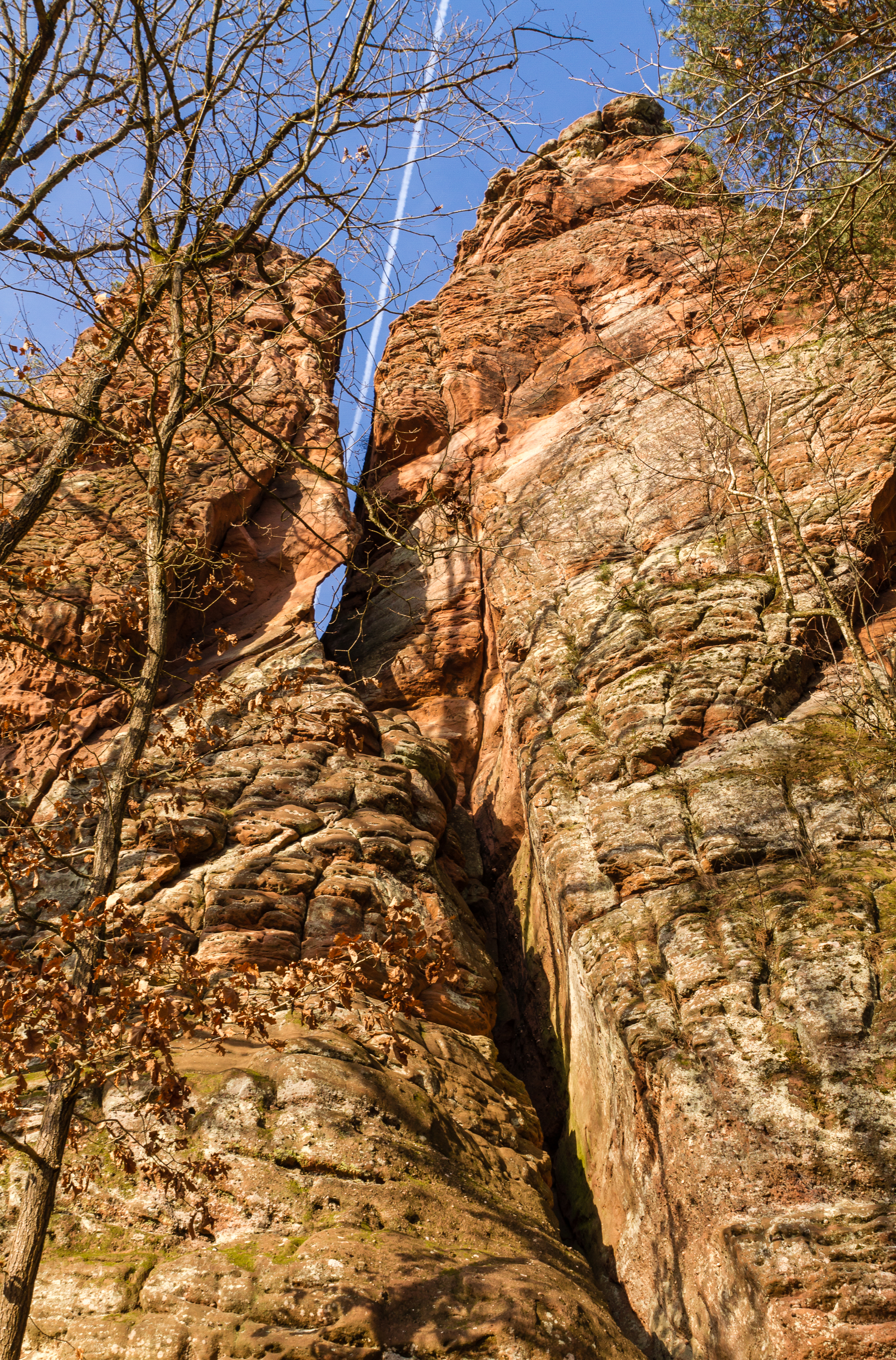
Der Große Kamin

Im Klettergebiet Pfälzer Wald sind Braut und Bräutigam eines der meistaufgesuchten Ziele. Nach der Nomenklatur der Sportkletterer handelt es sich um zwei Türme, zwischen denen sich ein Kamin befindet. Er wird Großer Kamin genannt und hat den (mittleren) Schwierigkeitsgrad III auf der UIAA-Skala.
Die Schwierigkeitsgrade der insgesamt elf ausgewiesenen Kletterrouten auf den Doppelfelsen variieren zwischen I und VII-.